# Administrador de Infraestructuras Ferroviarias

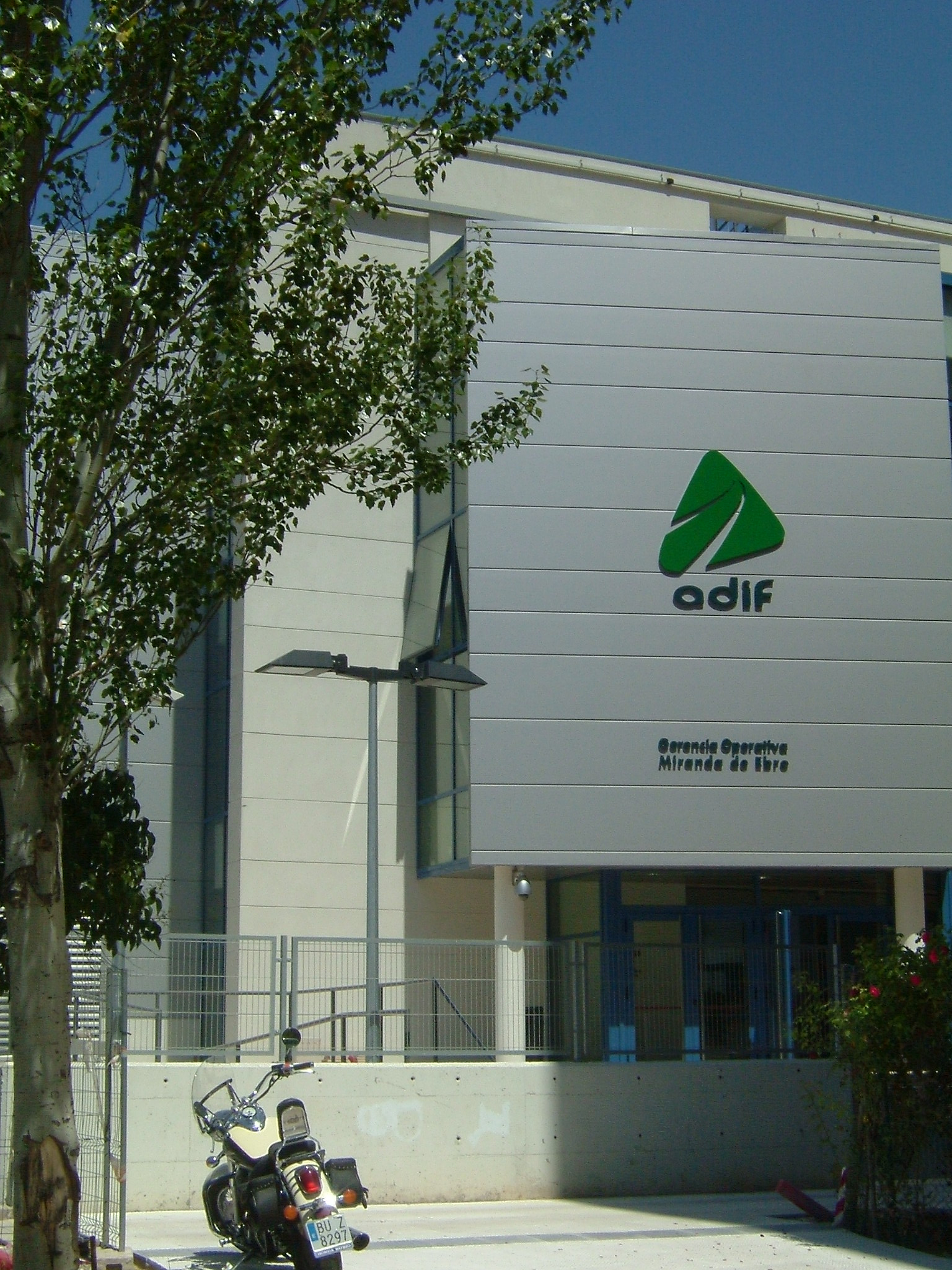
Edificio della sede nord dell'ADIF

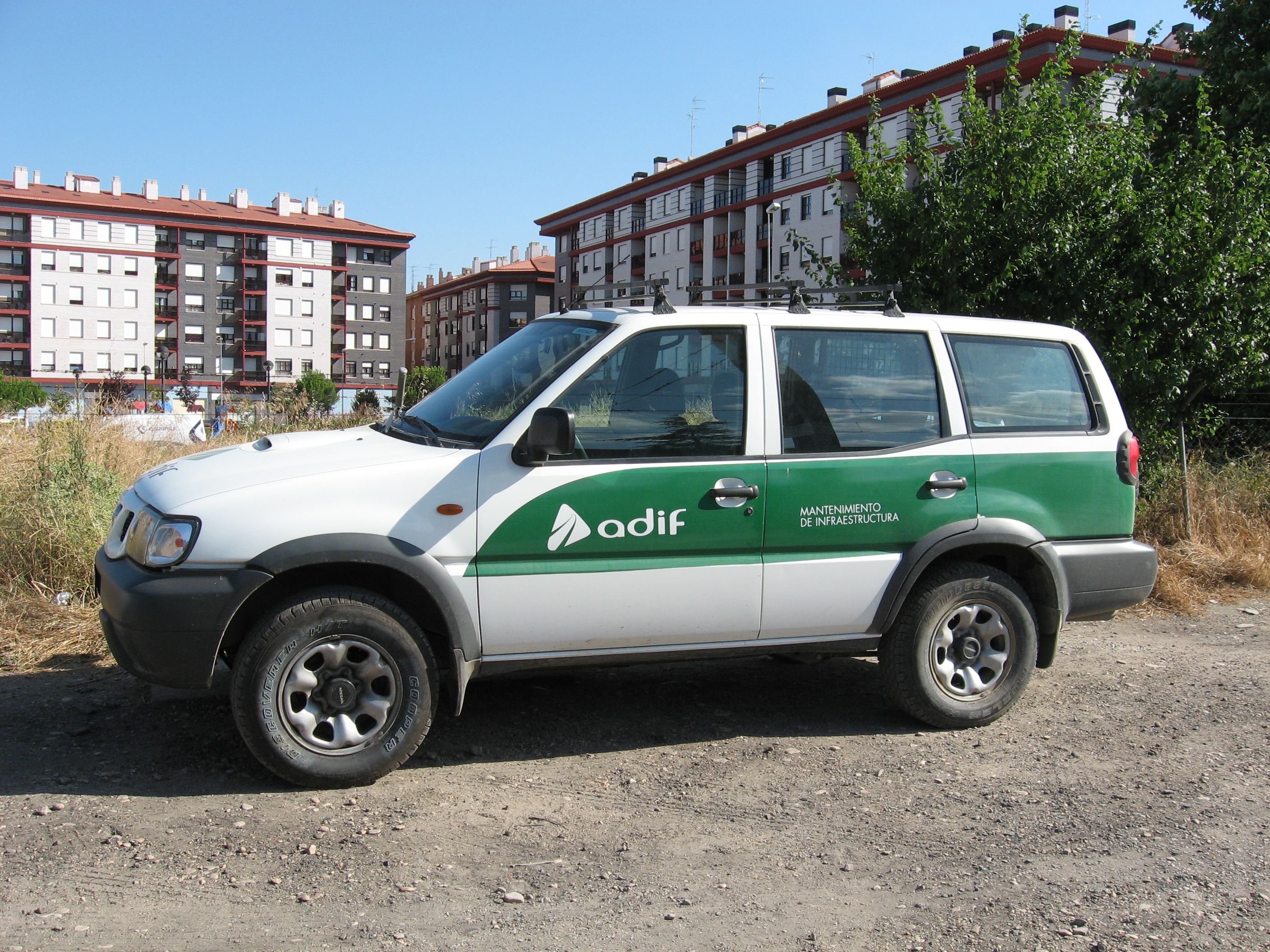
Auto dell'ADIF.

Administrador de Infraestructuras Ferroviarias (ADIF, lett. "Amministrazione delle Infrastrutture Ferroviarie") è una società spagnola nata come impresa statale monopolista il 1º gennaio 2005 dalla cessione di un ramo d'azienda da parte di Red Nacional de los Ferrocarriles Españoles (RENFE), a seguito dell'entrata in vigore della normativa comunitaria che obbliga lo scorporo delle attività di gestione delle infrastrutture ferroviarie rispetto a quelle di trasporto di persone e merci che invece devono essere svolte in regime di concorrenza.

## Descrizione
ADIF, in qualità di gestore dell'infrastruttura, si occupa di controllare il traffico ferroviario, mantenere e gestire binari, stazioni ed infrastrutture ferroviarie che vengono utilizzate da diverse società di trasporto pubblico.
Il controllo del traffico ferroviario spagnolo è effettuato attraverso sei sezioni operative che si trovano rispettivamente a:
- León - per la zona nordovest;
- Miranda de Ebro - per la zona nord;
- Barcellona - per la zona nordest;
- Madrid - per la zona centro;
- Valencia - per la zona est;
- Siviglia - per la zona sud.

Tre sono le principali attività di ADIF:
- Costruzione su commissione del Ministero dello sviluppo di nuove linee ferroviarie, comprese quelle ad alta velocità.
- Mantenimento e gestione delle infrastrutture necessarie per l'operatività delle ferrovie.
- Attribuzione della capacità delle diverse linee della rete e gestione della circolazione dei treni in regime di sicurezza.